# Ла Крочета (Форли-Чезена)
Ла Крочета (итал. La Crocetta) је насеље у Италији у округу Форли-Чезена, региону Емилија-Ромања.
Према процени из 2011. у насељу је живело 44 становника. Насеље се налази на надморској висини од 37 м.